# Marquesado de Cardeñosa
El marquesado de Cardeñosa es un título nobiliario español creado por el rey Felipe IV de España el 14 de agosto de 1634 a favor de Diego López de Guzmán y Vivanco Benavides y Lara, señor de Valtierra y del mayorazgo de Vivanco, caballero de la Orden de Santiago y en ella comendador de la Sagra y comendador del Cenete, alcaide de las Casas Maestrales de Ocaña, gentilhombre de boca de Felipe IV de España y vizconde previo de Palenciana por el mismo rey desde el 8 de diciembre de 1626.

## Denominación
Su nombre se refiere al municipio de Cardeñosa, de la provincia de Ávila, en la Comunidad Autónoma de Castilla y León, España.

## Marqueses de Cardeñosa
|                        | Titular                                                      | Periodo                |
| Creación por Felipe IV | Creación por Felipe IV                                       | Creación por Felipe IV |
| ---------------------- | ------------------------------------------------------------ | ---------------------- |
| I                      | Diego López de Guzmán y Vivanco Benavides y Lara             | 1634-1640              |
| II                     | Juan de Guzmán y Vivanco Benavides y Lara                    | 1640-¿?                |
| III                    | María de Guzmán y Ocampo Maldonado                           | ¿?-ca. 1690            |
| IV                     | Alonso López de Chaves y Guzmán                              | ca. 1690-¿?            |
| V                      | José López de Chaves y Toledo                                | ¿?-1704                |
| VI                     | Luisa Teresa López de Chaves Guzmán y Ocampo                 | 1704-ca. 1718          |
| VII                    | Esteban Ordóñez y López de Chaves                            | ca. 1718-1734          |
| VIII                   | Ana Dorotea Ordóñez-Portocarrero de Chaves y Guzmán          | 1734-1752              |
| IX                     | Cristóbal Fernández de Córdoba y Ordóñez-Portocarrero        | 1752-1785              |
| X                      | Francisco de Paula Fernández de Córdoba y Venegas de Córdoba | 1785-1796              |
| XI                     | Cristóbal Rafael Fernández de Córdoba y Pérez de Barradas    | 1797-1833              |
| XII                    | Cristóbal Fernández de Córdoba y Rojas                       | 1833-1873              |
| XIII                   | Cristóbal Fernández de Córdoba y González de Aguilar         | 1873-1878              |
| XIV                    | José María de la Puerta y Fernández de Córdoba               | 1897-1932              |
| XV                     | José María de la Puerta y Salamanca                          | 1951-2003              |
| XVI                    | José María de la Puerta y Cuello                             | 2005-2006              |
| XVII                   | Juan Antonio de la Puerta y Ferriol                          | 2008-actual titular    |

## Historia de los marqueses de Cardeñosa
- Diego López de Guzmán y Vivanco Benavides y Lara (San Ginés, Madrid, ca. 1590-Costas de Cádiz, octubre de 1640), I marqués de Cardeñosa[2] señor de Valtierra y del mayorazgo de Vivanco, caballero de la Orden de Santiago y en ella comendador de la Sagra y comendador del Cenete, alcaide de las Casas Maestrales de Ocaña, gentilhombre de boca de Felipe IV de España y vizconde previo de Palenciana desde el 8 de diciembre de 1633. También fue gobernador de un tercio de la Real Armada y murió en combate contra los franceses, a la vista de Cádiz en octubre de 1640.[3][4] Su tío paterno, Diego de Guzmán y Haro, arzobispo de Tiro, arzobispo de Sevilla, patriarca de las Indias Occidentales y cardenal, instituyó un mayorazgo a su favor.[5] Era hijo de Pedro de Guzmán y Benavides (m. antes de finales de 1621), caballero de la Orden de Santiago y en ella comendador de la Sagra y comendador del Cenete, primer caballerizo de la reina Margarita de Austria —hijo de Pedro de Guzmán y de su esposa María de Benavides—, y de su esposa Isabel de Vivanco y Lara, señora de Valtierra, en 1595 viuda de Antonio de Contreras, fallecida con testamento de 1649,[3] hija de Juan López de Vivanco y Velasco, natural de la villa de Espinosa de los Monteros, del solar y casa de los de Vivanco, señor de Valtierra, contador mayor del rey, montero de cámara, secretario de Felipe II de España, y de su esposa Antonia Manrique de Lara, de Lara y Sarabia o de Sarabia y Lara, natural de la corte de Madrid, donde se esposaron, viviendo en la parroquia de Santiago, fundadores del mayorazgo de Vivanco, situado en Espinosa de los Monteros y en Mejorada del Campo y Lavapiés, y nieta materna de Bernardino de Ugarte, vecino de Madrid, caballero y comendador de la Orden de Cristo y aposentador mayor del palacio del rey Felipe II de España, y de su esposa Isabel de Sarabia.[6][4]

Contrajo matrimonio con Francisca de Céspedes Melgarejo de Guzmán, señora de los mayorazgos de Sanlúcar y de Casaluenga, hija de Pedro de Céspedes y Figueroa y de su esposa Francisca Melgarejo y Guzmán (capitulaciones matrimoniales en 1628), sin descendencia. Le sucedió su hermano:
- Juan de Guzmán y Vivanco Benavides y Lara, II marqués de Cardeñosa,[2] señor de Valtierra y del mayorazgo de Vivanco, canónigo de Sevilla, capellán de honor de Felipe III de España.[7]

Tampoco tuvo descendencia y el título lo heredó su sobrina materna:
- María de Guzmán y Ocampo Maldonado (m. ca. 1690), III marquesa de Cardeñosa,[8] señora de Valtierra, del mayorazgo de Vivanco, del Sobradillo, hija de María de Guzmán y Vivanco Benavides y Lara, hermana de los anteriores, y de su esposo Alonso Maldonado de Ocampo, señor del Sobradillo.

Casó con Garci López de Chaves, señor de Villavieja, señor de la Casa de Chaves, y le sucedió su hijo:
- Alonso López de Chaves y Guzmán, IV marqués de Cardeñosa,[2] señor de Valtierra, del mayorazgo de Vivanco, del Sobradillo, de Villavieja y de la Casa de Chaves. Fue hermano de Mencía y Diego.[9]

Casado con Inés de Toledo Enríquez, también llamada Inés de Toledo y Gaytán, o Inés de Toledo y Gaytán de Ayala,  III marquesa de Villamagna, señora de Bolaños y de Villafranca del Castillo hija de Luis Álvarez de Toledo Mendoza y Enríquez de Guzmán, II marqués de Villamagna, y de su esposa María Ana de Gaytán y Mendoza. Le sucedió su hijo:
- José López de Chaves y Toledo (m. 11 de noviembre de 1704),[11], V marqués de Cardeñosa, IV marqués de Villamagna,[11] y señor de Valtierra, del mayorazgo de Vivanco, del Sobradillo, de Villavieja, de la Casa de Chaves, de Bolaños y de Villafranca.

Murió soltero a los veintidós años sin descendencia. El marquesado de Villamagna pasó a Tomás Ramírez de Arellano, IV marqués de Gelo. Le sucedió su tía, hija de los III marqueses de Cardeñosa:
- Luisa Teresa López de Chaves Guzmán y Ocampo (1644-ca. 1718), VI marquesa de Cardeñosa,[14] señora de Valtierra, del mayorazgo de Vivanco, del Sobradillo, de Villavieja y de la Casa de Chaves, hija de la III marquesa, María de Guzmán y Ocampo Maldonado, y de su esposo Garci López de Chaves.[15]

Casó con Cristóbal Ordóñez-Portocarrero Rodríguez de Ledesma y Ulloa, capitán de infantería y procurador por Toro a las Cortes celebradas en Madrid entre 1646 y 1647. Tuvieron un hijo y una hija: Esteban Ordóñez y López de Chaves, VII marqués de Cardeñosa, y Ana Dorotea Ordóñez-Portocarrero de Chaves y Guzmán, VIII marquesa de Cardeñosa. Le sucedió su hijo:
- Esteban Ordóñez y López de Chaves (m. 1734), VII marqués de Cardeñosa,[14] señor de Valtierra, del mayorazgo de Vivanco, del Sobradillo, de Villavieja y de la Casa de Chaves.

Le sucedió su hermana:
- Ana Dorotea Ordóñez-Portocarrero de Chaves y Guzmán (baut. Zamora, 16 de febrero de 1674-Algarinejo, 15 de abril de 1752), VIII marquesa de Cardeñosa,[16] señora de Valtierra, del mayorazgo de Vivanco, del Sobradillo, de Villavieja y de la Casa de Chaves.

Casó el 24 de agosto de 1704, en Zamora, con Juan Andrés Fernández de Córdoba y Morales, III marqués de Algarinejo. Le sucedió su hijo:
- Cristóbal Fernández de Córdoba y Ordóñez (baut. iglesia del Sagrario, Granada, 28 de mayo de 1707-23 de julio de 1785), IX marqués de Cardeñosa, IV marqués de Algarinejo,[18][19] señor de Valtierra, del mayorazgo de Vivanco, del Sobradillo, de Villavieja y de la Casa de Chaves.

Contrajo matrimonio el 9 de octubre de 1731, en Granada, con su tía, María Vicenta Egas-Venegas de Córdoba y Venegas de Córdoba (Granada, 2 de enero de 1718-1786),, V marquesa de Valenzuela y V condesa de Luque, hija de Francisco Antonio Egas-Venegas de Córdoba y Fernández de Córdoba, IV marqués de Valenzuela, y de su esposa María Josefa Egas-Venegas Fernández de Córdoba y Manrique de Lara. A raíz de este matrimonio, los marquesados de Cardeñosa y de Algarinejo se integraron en la Casa de Luque. Le sucedió su hijo:
- Francisco de Paula Fernández de Córdoba y Venegas de Córdoba (Algarinejo, 10 de septiembre de 1739-Loja, 16 de diciembre de 1796), X marqués de Cardeñosa, V marqués de Algarinejo, VI conde de Luque,[24] XI señor de Zuheros[25] señor de Valtierra, del mayorazgo de Vivanco, del Sobradillo, de Villavieja y de la Casa de Chaves.

Casó en primeras nupcias con Leonor Pérez de Barradas y Fernández de Henestrosa y en segundas nupcias, siendo su segundo marido, con María Joséfa Álvarez de las Asturias Bohorques y Vélez. Le sucedió su hijo del primer matrimonio:
- Cristóbal Rafael Fernández de Córdoba y Pérez de Barradas (m. 27 de abril de 1833), XI marqués de Cardeñosa, VI marqués de Algarinejo, VII conde de Luque, VII marqués de Valenzuela,[20] XII señor de Zuheros,[26] de Valtierra, del mayorazgo de Vivanco, del Sobradillo, de Villavieja y de la Casa de Chaves.

Contrajo un primer matrimonio en 1787 con María Antonia Pérez del Pulgar (m. 1789). Casó en segundas nupcias en agosto de 1801, en Antequera, con María del Carmen de Rojas y Narváez (1785-1812), hija de José María de Rojas y del Rosal y de su esposa María Teresa de Narváez y Chacón. Casó en terceras nupcias el 28 de diciembre de 1818 con Micaela Díez de Tejada. Le sucedió su hijo del segundo matrimonio:
- Cristóbal Fernández de Córdoba y Rojas (Granada, 6 de marzo de 1804-Sevilla, 6 de septiembre de 1873), XII marqués de Cardeñosa, VII marqués de Algarinejo, VIII conde de Luque, VII marqués de Valenzuela, XII señor de Zuheros,[26] último señor de Valtierra, del mayorazgo de Vivanco, del Sobradillo, de Villavieja y de la Casa de Chaves.

Casó en primeras nupcias con María del Valle González de Aguilar-Ponce de León y Espinosa. Le sucedió su hijo:
- Cristóbal Fernández de Córdoba y González de Aguilar (Écija, 14 de abril de 1821-13 de noviembre de 1878), XIII marqués de Cardeñosa, VIII marqués de Algarinejo, IX conde de Luque, IX marqués de Valenzuela.[26]

Le sucedió su sobrino materno, hijo de su hermana María del Carmen Fernández de Córdoba y González de Aguilar y de su esposo José María de la Puerta y Grajera:
- José María de la Puerta y Fernández de Córdoba (Écija, 6 de febrero de 1854-Burgos, 3 de junio de 1932[29]), XIV marqués de Cardeñosa, IX marqués de Algarinejo,[30] X marqués de Valenzuela y X conde de Luque.[26]

Casó en primeras nupcias en 1876 con María de la Aurora de Saavedra Parejo, con quien tuvo dos hijas. Contrajo un segundo matrimonio en 1881 con Ana Enriqueta de la Cruz y Díaz. Le sucedió su nieto, hijo de José María de la Puerta y de la Cruz (Montilla, 11 de noviembre de 1883-1966), y de su esposa María Lourdes Patonicinio de Salamanca y Ramírez de Haro:
- José María de la Puerta y Salamanca (Madrid, 25 de octubre de 1916-Fuengirola, 13 de febrero de 2003),[33] XV marqués de Cardeñosa.[c]

Casó con María de las Mercedes Cuello y Salas. Le sucedió su hijo:
- José María de la Puerta y Cuello (Málaga, 10 de junio de 1951-2006), XVI marqués de Cardeñosa el 14 de marzo de 2005,[35] XIII marqués de Valenzuela y XII conde de Luque.

Casó el 23 de mayo de 1981, en Mijas, con Brigitte Ferriol y Bringand. Le sucedió su hijo:
- Juan Antonio de la Puerta y Ferriol (n. Málaga, 16 de septiembre de 1987),[26] XVII marqués de Cardeñosa el 30 de abril de 2008.[36]